# Ali Liebert

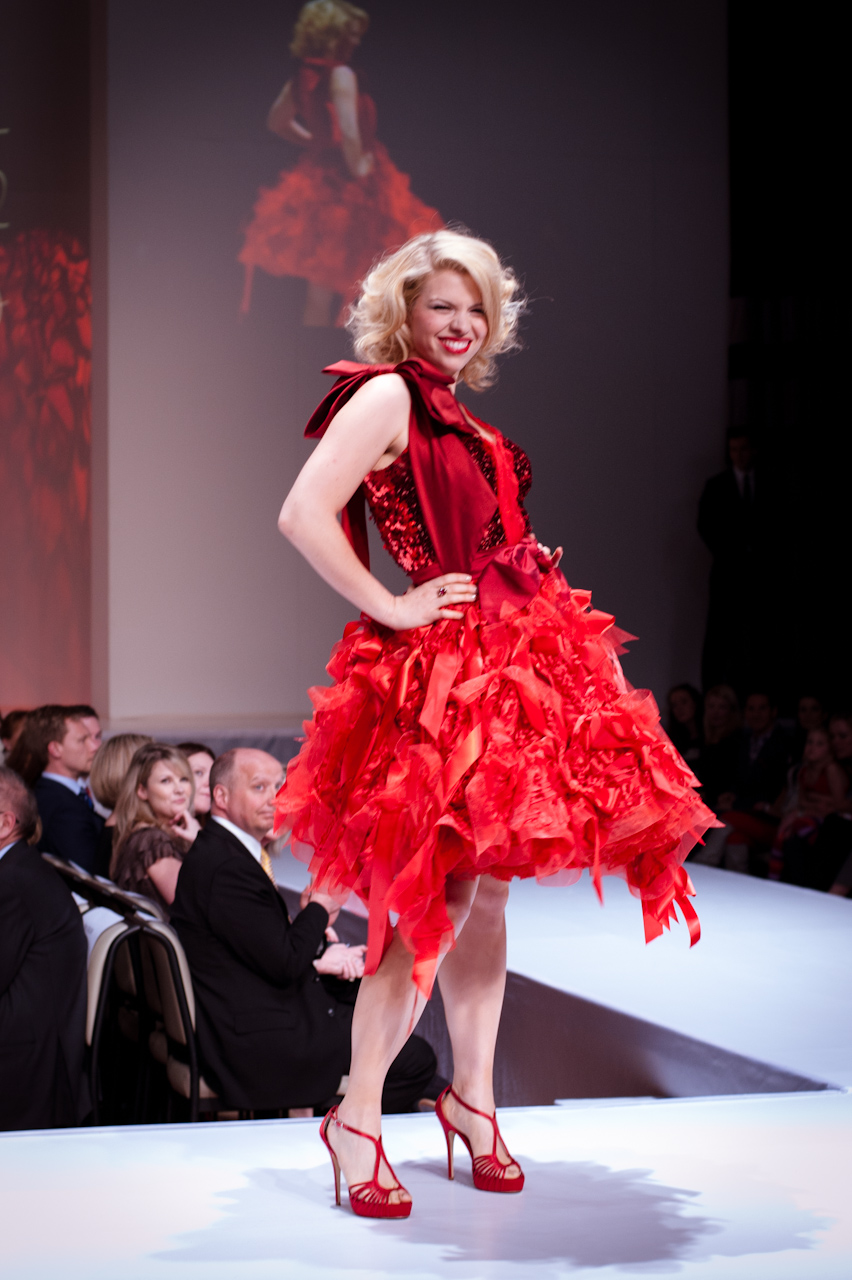
Ali Liebert (2012)

Alison Dyan Liebert (* 20. August 1981 in Surrey, British Columbia) ist eine kanadische Schauspielerin, Model, Regisseurin und Produzentin. Sie erhielt einen Canadian Screen Award für die Arbeit in der Kriegsserie Bomb Girls.

## Leben
Ali Liebert stammt aus British Columbia, wurde in Surrey geboren und wuchs in Duncan auf. Nach ihrem Abitur besuchte Liebert zwei Jahre das Canadian College of Performing Arts in Victoria, bevor sie nach Vancouver zog, um ihren Traum zu verwirklichen, eine erfolgreiche Fernseh- und Filmschauspielerin zu werden.
Ihre Fernsehauftritte umfassen Rollen in Fringe, The L Word, Kyle XY und eine wiederkehrende Rolle in Intelligence. Im Jahr 2008 wurde Liebert als Lead in Sook-Yin Lees Filmdebüt Year of the Carnivore gecastet.
Im Jahr 2011 gründete Liebert Sociable Films, eine Filmproduktionsfirma mit Sitz in Vancouver mit Nicholas Carella und Michelle Ouellet.

## Filmografie (Auswahl)

### Als Darstellerin
- 2005: Playing the Role (Kurzfilm)
- 2006: Alles was du dir zu Weihnachten wünschst (All She Wants for Christmas, Fernsehfilm)
- 2008: Basket Casket
- 2009: Helen
- 2009: Harper’s Island
- 2009: Year of the Carnivore
- 2009: A Gun to the Head
- 2009: Hardwired
- 2009: The Break-Up Artist
- 2009: Wolf Canyon
- 2010: A Fine Young Man (Kurzfilm)
- 2010: Voodoo (Kurzfilm)
- 2013: Lost Girl (Fernsehserie, 3 Episoden)
- 2010: Karma Inc. (Kurzfilm)
- 2011: Afghan Luke
- 2011: Apollo 18
- 2011: Sisters & Brothers
- 2011: Barbie: Die Prinzessinnen-Akademie (Barbie: Princess Charm School, Stimme)
- 2011: Armageddon 2012 – Die letzten Stunden der Menschheit (Earth’s Final Hours, Fernsehfilm)
- 2012: Virtual Lies (Cyber Seduction, Fernsehfilm)
- 2012: Foxfire
- 2012: In the Hive
- 2012–2013: Bomb Girls (Fernsehserie, 18 Episoden)
- 2013: Tom Dick & Harriet (Fernsehfilm)
- 2013: Down River
- 2013: Afterparty
- 2014: A Ring by Spring (Fernsehfilm)
- 2014: Bomb Girls: Facing the Enemy (Fernsehfilm)
- 2014: Cosmo & Wanda – Auwei Hawaii! (A Fairly Odd Summer, Fernsehfilm)
- 2014: Motive (Fernsehserie, 1 Episode)
- 2014–2015: Strange Empire (Fernsehserie, 10 Episoden)
- 2015: Und täglich grüßt der Bräutigam (I Do, I Do, I Do, Fernsehfilm)
- 2015: The Devout
- 2015: Christmas Truce (Fernsehfilm)
- 2016: Anything for Love (Fernsehfilm)
- 2016–2018: Mech-X4 (Fernsehserie, 20 Episoden)
- 2017: Wunder (Wonder)
- 2017: Ein unvergessliches Weihnachtsgeschenk (A Gift to Remember) (Fernsehfilm)
- 2017: Ten Days in the Valley (Fernsehserie, 7 Episoden)
- 2018: Cooking with Love (Fernsehfilm)
- 2018: Janette Oke: Die Coal Valley Saga (When Calls the Heart, Fernsehserie, 2 Episoden)
- 2018: The Age of Adulting
- 2019: A Storybook Christmas (Fernsehfilm)
- 2019: Cherished Memories – A Gift To Remember 2 (Fernsehfilm)
- 2020: They Who Surround Us
- 2021: Cradle Did Fall (Fernsehfilm)
- 2021: Charmed (Fernsehserie, Episode 3x12)
- 2021: Every Time a Bell Rings (Fernsehfilm)
- 2021: Van Helsing (Fernsehserie, 3 Episoden)
- 2021–2022: One of Us Is Lying (Fernsehserie, 10 Episoden)
- 2021–2024: Family Law (Fernsehserie, 13 Episoden)
- 2022: Kaylna
- 2022: Three Wise Men and a Baby (Fernsehfilm)
- 2023: Friends & Family Christmas (Fernsehfilm)
- 2024: Secrets on Maple Street (Fernsehserie, 3 Episoden)

### Als Regisseurin
- 2019: Amish Abduction
- 2020: Spotlight on Christmas (Fernsehfilm)
- 2022: North to Home (Fernsehfilm)
- 2022: The Holiday Sitter (Fernsehfilm)
- 2023: Friends & Family Christmas (Fernsehfilm)
- 2023: Christmas in Notting Hill (Fernsehfilm)
- 2023: Time for Her to Come Home for Christmas (Fernsehfilm)
- 2024: Deck the Halls on Cherry Lane (Fernsehfilm)
- 2025: Love of the Irish (Fernsehfilm)